# Chiesa di Santa Maria della Grotta al Cassaro
La chiesa di Santa Maria della Grotta al Cassaro e il Collegio Massimo dei Gesuiti  costituiscono il dismesso aggregato religioso e monumentale della Compagnia di Gesù ubicato nel centro storico di Palermo nel mandamento Monte di Pietà.

## Storia

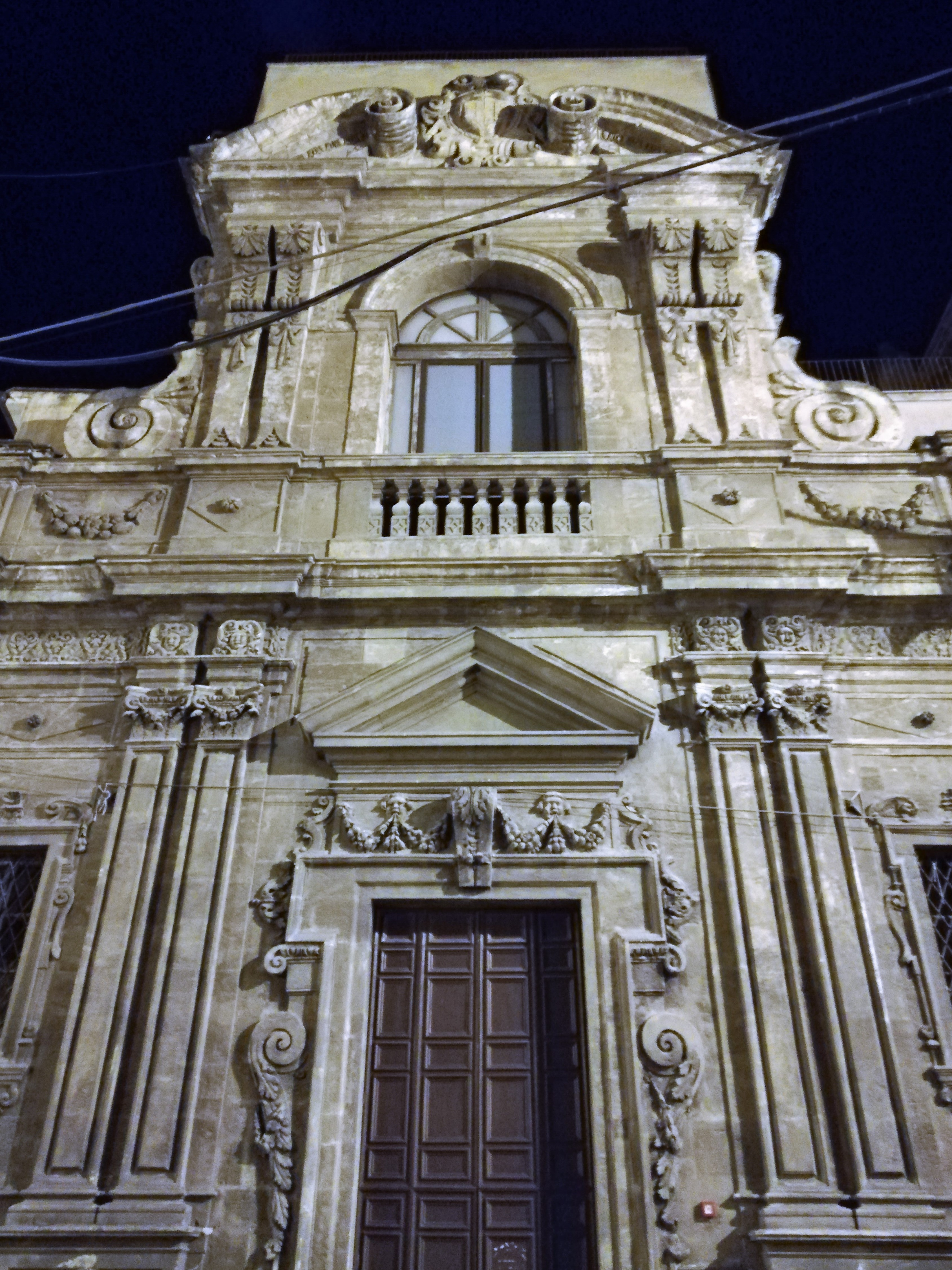
Facciata.

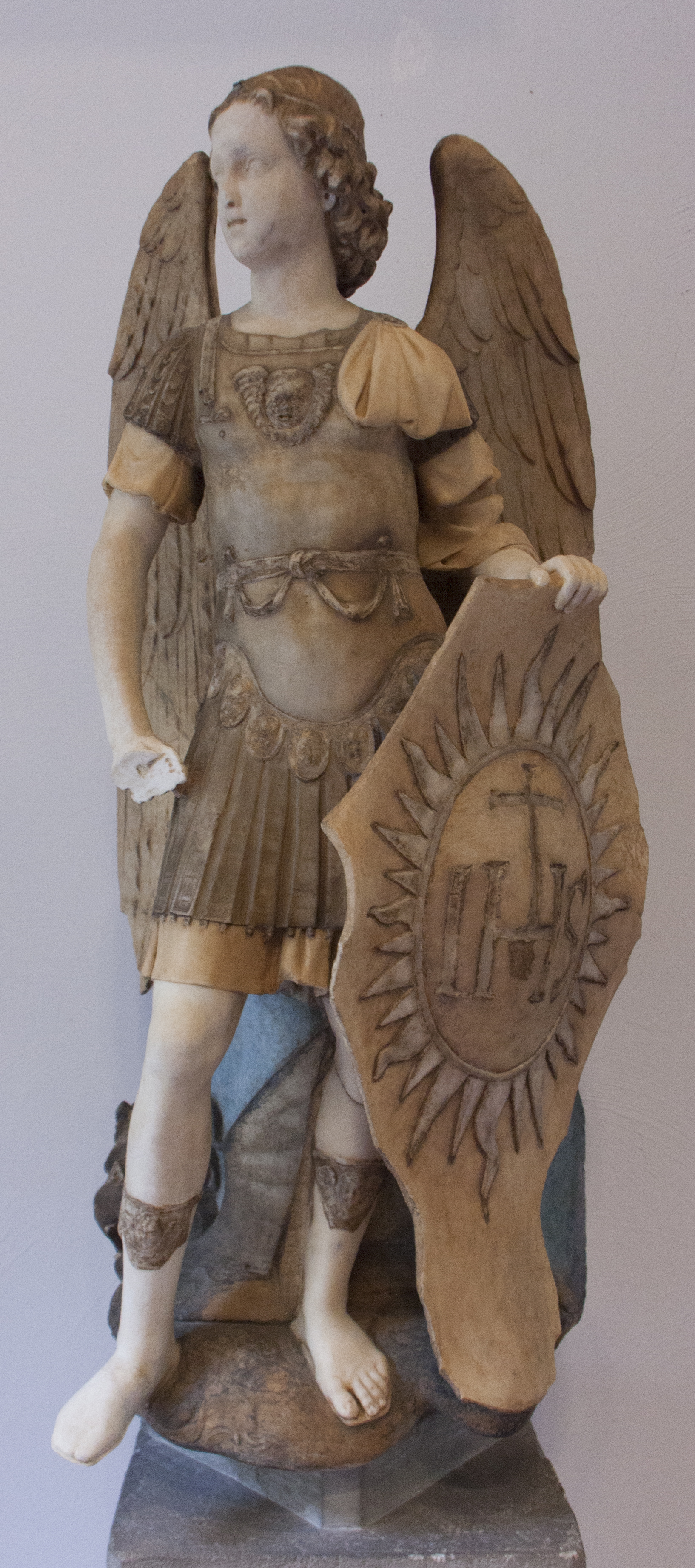
Arcangelo Michele di Antonello Gagini documentato sul timpano del portale del Collegio, proveniente dal Palazzo Ventimiglia.

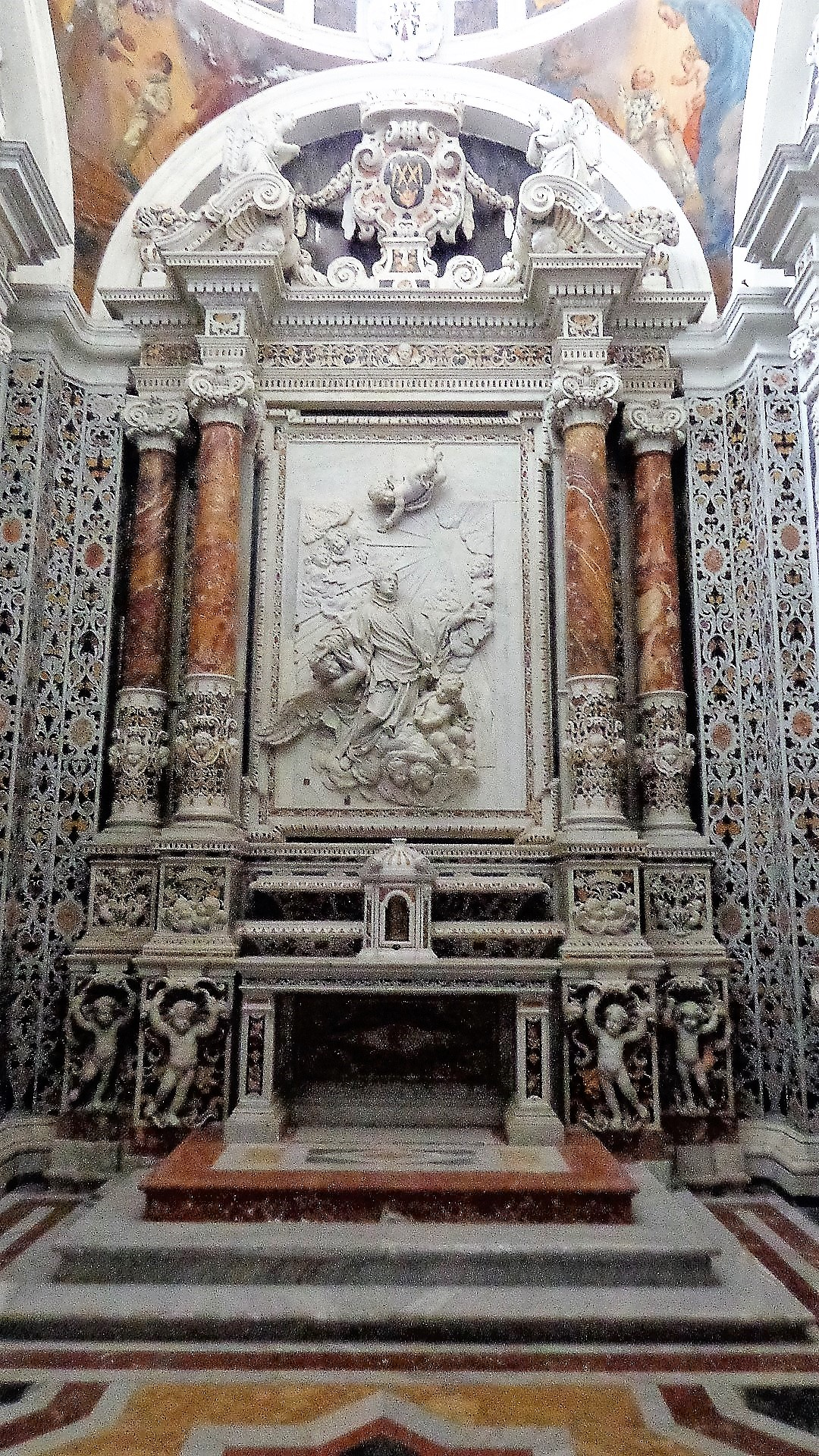
Apoteosi di San Luigi Gonzaga di Ignazio Marabitti nell'attuale rimodulazione di Casa Professa.

### Epoca spagnola
La seconda Casa dei Gesuiti o Collegio Massimo o Domus Studiorum fu edificata a partire dal 1586 su terreni già edificati con affaccio principale a mezzogiorno sulla Via Regia del Cassaro, oggi Corso Vittorio Emanuele I.
Parte dei fabbricati confinavano con la chiesa di San Pantaleone di rito greco. I gesuiti richiesero all'arcivescovo Cesare Marullo il permesso di demolire il tempio a condizione che fosse dedicata una cappella nella nuova struttura. L'avvio dei lavori per l'aggregato gesuitico avvenne il 14 ottobre 1586 sotto la direzione di Giuseppe Valeriano al quale si alternerà Tommaso Blandino. Il perfezionamento del tempio risale al 1615 per opera di Paolo Amato come recita la targa marmorea al tempo di Filippo V.
Consacrata da Antonino Marullo vescovo di Siponto il 12 marzo 1646. Vi si trasferì il quadro donato da Carlo V già collocato nella primitiva abbazia di Santa Maria della Grotta a Casa Professa.

### Epoca borbonica
Dopo l'espulsione e soppressione della Compagnia di Gesù del 1767 tutte le attività dei religiosi furono interrotte e sospese fino al 28 luglio 1800, allorquando Papa Pio VII scrisse a Carlo IV, re di Spagna, affinché acconsentisse al rientro della Compagnia nei regni borbonici. Con disposizione del 30 luglio 1804 sancita con dispaccio regio di Ferdinando III, re di Napoli e di Sicilia, del successivo 8 agosto, i religiosi rientrarono nell'isola. La chiesa del Collegio Massimo restò per uso delle Scuole, sotto la cura del Prefetto del Baglio. Ai religiosi fu concessa la sola attività volta all'insegnamento.
Ripreso il possesso dei beni, la provincia di Sicilia della Compagnia, dopo la provincia della Russia Bianca, era la più numerosa al mondo, con 199 soggetti religiosi.
- 1805, Ristabilimento della Compagnia e restauro della chiesa. Nello stesso anno un incendio distrugge il quadro e l'altare maggiore. Una copia sostituisce l'originale.
- 1860, La vicina chiesa dei Sette Angeli e il monastero gestito dall'Ordine dei Minimi di Sant'Oliva furono in gran parte distrutti durante i combattimenti tra truppe borboniche e garibaldine, che in quella zona furono particolarmente aspri e violenti. La nuova immagine è custodita nella cappella del Convitto Nazionale stabilito nel Collegio Massimo. I Gesuiti sono cacciati da Palermo.
- 1866, La soppressione degli Ordini Religiosi in seguito all'emanazione delle leggi eversive, determinarono la sottrazione al culto dell'edificio ed il suo adattamento a locale d'accesso, da cui si diparte lo scalone monumentale, all'attigua Biblioteca Regionale.
- 1874, Tra le opere sottratte sono documentati il dipinto raffigurante San Pantaleone e la Comunione di San Luigi Gonzaga di Giuseppe Velasquez.
- 1892, Il complesso è utilizzato come biblioteca nazionale col trasferimento del patrimonio librario custodito nella basilica abbaziale di San Martino delle Scale.

### Epoca contemporanea
La Cappella di San Giuseppe dell'Istituto Gonzaga consacrata nel 1923, ospita al suo interno tre altari di stile barocco, di pregevoli marmi ad intarsio, provenienti dalla dimessa chiesa. Degli altri preziosi manufatti marmorei è genericamente indicato il trasferimento in altro Collegio gesuitico isolano.
- 1930, L'utilizzo degli spazi per la nuova funzione comporta lo smantellamento di cappelle e altari con svariate nuove dislocazioni. Il dissennato accumulo di materiale cartaceo e l'installazione di pesanti scaffalature causa il collasso di determinate parti del complesso.

Durante il secondo conflitto mondiale nei mesi di aprile e maggio la biblioteca fu distrutta dai bombardamenti americani assieme ad alcune sale di lettura e il loggiato. Il 9 maggio 1943 una bomba centrò il vicino rifugio della zona, uccidendo molti cittadini. Con i lavori di ricostruzione sono stati profondamente modificati alcuni interni, l'ex chiesa ospita l'ambiente d'ingresso ed il corpo scale che conduce all'odierna Biblioteca Regionale.
- 2004, Biblioteca centrale della Regione Siciliana «Alberto Bombace».

## Architettura
Prospetto rivolto a meridione in pietra d'intaglio con cantonale sul lato di ponente, gli angoli presentavano le statue in stucco raffiguranti San Pietro e Paolo Apostoli (oggi rimosse in seguito ai danneggiamenti subiti), timpano semicircolare e spezzato, sul portale lo stemma della Compagnia di Gesù. Pronao con coro sostenuto da colonne e archi, portale sinistro con ingresso da via Gambino, portale destro con accesso al cortile interno, quattro altari per lato, arco, organi e cappellone. Le cappelle e gli ornamenti parietali nel tempo furono dismessi per esigenze di ristrutturazione. La chiesa, agli albori del '700 fu decorata con stucchi e affrescata da Filippo Tancredi 1704.
Paolo Amato realizzò nel 1682 la facciata dell'organo, Pietro Marabitti i coretti, gli inginocchiatoi, la macchina lignea dell'organo e il casciarizzo della sacrestia, ambiente con accesso lato cornu evangelii lato sinistro con armadi in noce. Uno dei due organi dismesso nel 1935 fu ricollocato nella chiesa di San Giuseppe dei Teatini.

## Interno
Descrizione canonica degli ambienti.

### Navata destra
- Prima campata: Cappella di San Luigi Gonzaga. Ambiente tutto ornato di marmi mischi opera di Marcantonio Muccio, abbellito nel 1682.[8] L'altare di Antonello Gagini proveniente da Santo Spirito, è qui rimodulato nel 1782. Nell'edicola fu inserito l'altorilievo marmoreo raffigurante l'Apoteosi di San Luigi Gonzaga, opera di Ignazio Marabitti. Il 13 dicembre 1888, il pregevole altare marmoreo fu trasferito al Museo Nazionale dell'Olivella, ed esposto al pubblico con l'icona nella Sala San Giorgio. Oggi il prezioso altorilievo è ricollocato nella Cappella di San Luigi Gonzaga della chiesa di Casa Professa dei Gesuiti. Quando intorno al 1950 il Museo nazionale divenne Museo Archeologico e le opere d'arte medievale e moderna furono trasferite nel restaurato Palazzo Abatellis, con il magnifico allestimento firmato da Carlo Scarpa, il manufatto gaginiano fu restituito ai gesuiti che lo sistemarono scomposto a Bagheria, nella sede della Compagnia di Gesù di villa San Cataldo dei principi Galletti, strutture adibite a noviziato e liceo per i giovani studenti gesuiti della provincia religiosa di Sicilia ed in seguito a seminario per le Missioni Estere. Nell'ambiente sono documentate i dipinti raffiguranti San Pantaleone e la Comunione di San Luigi Gonzaga, opere di Giuseppe Velasquez, destinate al restauro e alla futura collocazione nel museo.
- Seconda campata: Cappella di Santa Rosalia. Altare e macchina di Santa Rosalia realizzati da Paolo Amato nel 1682.
- Terza campata: Cappella della Beata Vergine Maria. Dipinto attribuito a Pietro Novelli.
- Quarta campata: Cappella di San Pantaleone. Cappella eretta secondo le condizioni vescovili a titolo di risarcimento per la demolizione della chiesa preesistente.[3]

### Navata sinistra
- Prima campata: Cappella di Sant'Ignazio e San Francesco Saverio. Ambiente tutto ornato di marmi mischi.
- Seconda campata: Cappella dei Sett'Angeli.
- Terza campata: Cappella del Santissimo Crocifisso.
- Quarta campata: Cappella dei Quaranta Martiri del Brasile. Dipinto Vergine offre lo stendardo missionario a Sant'Ignazio e San Francesco Saverio, opera autografa «FRAN(CIS)CUS CALAMONERI PIN.(XIT)» della scuola di Pietro Novelli, oggi custodito al Convitto Nazionale.

### Altare maggiore
Il cappellone fu perfezionato l'8 dicembre 1701, ricorrenza dell'Immacolata Concezione, nella nicchia dell'altare maggiore fu collocato il quadro antico della Madonna della Grotta, ambiente patrocinato e destinato alle sepolture della famiglia Del Bosco. Il manufatto fu consacrato da monsignor Pietro Galletti il 30 settembre 1725, all'epoca vescovo della diocesi di Patti. Ad ornamento dell'icona sono documentati i voti d'argento che da essa pendono in memoria dei miracoli operati dall'immagine. Ricco di marmi mischi, era decorato di molte parti d'oro, l'ambiente era decorato con due grandi affreschi raffiguranti i Santi Apostoli Pietro e Paolo.
Al 1617 risale la decorazione del presbiterio con marmi policromi ad opera del marmoraro Giovanni Fossato, la separazione dalla navata con una balaustra e la posa del pavimento in marmo, opere realizzate da Giovan Giacomo Cerasolo. Nel complesso sono documentati gli interventi di Baldassare Pampillonia, Stefano Iraci, Antonio Di Ganci, Lorenzo Ciprì.

## Collegio Massimo dei Gesuiti
Collegio Massimo dei Gesuiti o Collegio Nuovo.
Del primitivo Collegio sono documentate l'iscrizione 1535 Collegium Societatis Jesu e la scultura marmorea raffigurante San Michele Arcangelo con scudo e iscrizione, opera di Antonello Gagini proveniente da un cantonale del primitivo Palazzo Ventimiglia.
- Collegio degli Studj, titolo concesso dall'imperatore Carlo V d'Asburgo alla primitiva istituzione.[11]

Nel 1553 i Gesuiti fissarono il domicilio presso Casa Professa presso la primitiva chiesa di Santa Maria della Grotta, nel 1583 col proposito d'ingrandire la loro sede trasferirono il Collegio e le scuole in una sede più centrale e prestigiosa. Nel frangente l'istituzione fondata nel 1549, seconda in Italia dopo il Primum ac prototyum di Messina del 1548, si era temporaneamente insediata in diverse sedi quali la chiesa della Madonna della Misericordia nel biennio 1549 - 1551, nella chiesa di Sant'Antonio nel biennio 1551 - 1553, in seguito – fino all'apertura della nuova sede – presso la chiesa di Santa Maria della Grotta denominata Casa Professa della Compagnia.
Nel 1586 l'area preposta alla costruzione era occupata da edifici preesistenti ovvero i palazzi di Pietro Ventimiglia, di Antonio Montalto, di Anna Ventimiglia, moglie di Montalto, e la chiesa di San Pantaleone. Il 27 novembre 1586 fu posata la prima pietra, a patrocinare l'evento il viceré di Sicilia Diego Enrico Guzman, conte di Albadalista. Il 15 agosto 1588 il Collegio fu aperto in occasione della solennità dell'Assunzione di Maria e l'anno scolastico inaugurato il 18 ottobre con la rappresentazione Salomone e la felicità del suo Regno.
- 30 settembre 1720, acclamazione di Carlo VI d'Asburgo, imperatore del Sacro Romano Impero e Re di Sicilia.[11]
- Collegio Imperiale, titolo concesso dall'imperatore Carlo VI d'Asburgo,[11] sovrano che favorì il reinsediamento dell'Accademia degli Argonauti.[14]

Nel 1812 il Collegio fu luogo deputato alle assemblee del Parlamento Siciliano per l'approvazione delle norme alle basi della nuova costituzione siciliana.
Fra i personaggi illustri a dirigere l'istituzione:
- Ottavio Gaetani

### Architettura
La facciata monumentale è ripartita in quattro ordini di finestre, con cantonale sul lato di levante.
- Chiostro settentrionale: ambiente con pianta quadrata costituito da 36 luci (9 arcate x 9). Gli ambienti che vi si affacciano ospitavano le scuole di Grammatica, Belle Lettere e Retorica. Al piano superiore sono ubicate le facoltà scientifiche e la Biblioteca. Le sale furono abbellite nel 1780, sotto la direzione dell'architetto Giuseppe Venanzio Marvuglia.
- Chiostro meridionale: ambiente con pianta quadrata costituito da 28 luci (7 arcate x 7 poggianti su colonne), logge al piano superiore eccetto sulla parete meridionale. Due fonti negli angoli settentrionali, statua con busto raffigurante Dante Alighieri, pavimentazione del cortile in ciottoli riproducente disegni geometrici.
- Scala monumentale, denominata Scala Nuova di Angelo Italia, opera ingentilita con la statua in stucco raffigurante l'Immacolata Concezione, opera di Giacomo Serpotta realizzata nel 1689. San Giovanni Nepomuceno e San Girolamo nel deserto, stucchi nei pianerottoli;
- Refettorio, già adibito all'uso attuale più di tre secoli fa,[15] e antirefettorio con fontana fine XVII secolo, attribuibile ad Angelo Italia;
- Officine;[15]
- Libreria;
- Gran Teatro;
- Accademia degli Agghiacciati: filiazione della Compagnia con lo scopo delle rappresentazioni degli autori gesuiti;
- Congregazione di Ciechi 1655,[16] Francesco Drago della Compagnia di Gesù fondatore della Confraternita di ciechi sotto il titolo dell'Immacolata Concezione. L'attività riprese nel 1805 dopo l'espulsione dei Gesuiti. Nel 1871 sorse a Palermo la Scuola municipale per i ciechi, della quale diventò presidente, a fine secolo, Ignazio Florio. L'imprenditore donò un fabbricato di sua proprietà, affinché si costituisse la definitiva sede dell'Istituto per ciechi. Intitolato alla sua figura, l'Istituto aprì battenti in via Carlo d'Angiò, nella Villa del Pigno. Nel 1894 nacque un nuovo ente dall'accorpamento dell'Istituto Florio con un'altra attività benefica, quella di Francesca Salamone di Mistretta. La villa, su un'area di quindicimila metri quadrati, si presenta con diversi corpi di fabbrica, dei quali quello centrale è il più antico, risalente alla fine del XVIII secolo.
- Congregazioni mariane:
  - Congregazione dell'Immacolata 1589, affresco Immacolata nel decreto di Dio, opera attribuita a Pietro Novelli;
  - Congregazione dell'Assunzione 1589;
  - Congregazione del Buon Consiglio 1589;
  - Congregazione dell'Annunciazione 1592;
  - Congregazione della Purificazione 1595;
  - Congregazione della Pietà (o della Missione) 1618;
  - Congregazione di Maria Santissima del Fervore 17 aprile 1628;
  - Congregazione del Patrocinio 16 giugno 1709;
  - Congregazione della Presentazione 24 marzo 1710;
  - Congregazione dello Sposalizio 5 febbraio 1712;
  - Congregazione della Conversazione, 25 giugno 1716;
- Congregazione della Pentecoste del 1628;
- Congregazioni di Sant'Ignazio (della bara);
- Congregazione del Sacro Cuore di Gesù;
- Congregazione di Maria Santissima del Fervore, affreschi Gloria della Madonna del Fervore di Domenico La Bruna, la Trinità e Santi gesuitici;
- Congregazione delle Missioni: ambiente con affreschi di Pietro Novelli culminanti con il Cristo delle Missioni del 1630 (Santissimo Salvatore con Sant'Ignazio e San Francesco Saverio e altri Padri dell'Ordine), apparato decorativo in stucco di Pietro Russo;
- Museo di antichità, storia e storia naturale;
  - Museo Salnitriano, istituito nel 1730 da padre Ignazio Salnitro;
- Collegio, dopo l'espulsione dell'ordine dei Gesuiti nel 1767, il Collegio Massimo fu suddiviso in: 
  - Reale Accademia degli Studi;
  - Real Biblioteca, attuale Biblioteca Regionale con ingresso su corso Vittorio Emanuele;
    - Dopo il trasferimento dell'istituzione universitaria nella ex Casa dei Teatini di via Maqueda nel 1805, la biblioteca si ingrandì divenendo un'istituzione regionale: Biblioteca della Regione Sicilia. Negli ambienti dell'antilibreria è documentato il ritratto raffigurante Gabriele Lancellotto Castelli, principe di Torremuzza e regio deputato, bassorilievo marmoreo, opera realizzata da Ignazio Marabitti.[15]

  - Real Convitto Ferdinando o Convitto Nazionale di Palermo,[16] attuale Convitto Giovanni Falcone. 
    - L'istituzione convittuale ebbe inizio il 31 agosto 1778. Il Real Convitto Ferdinando, così chiamato a partire dal 1778 ma esistente già dal 1771, era un collegio per ragazzi appartenenti all'aristocrazia che versavano in condizioni economiche disagiate. Nel 1817, dopo i lavori di restauro affidati all'architetto Giuseppe Venanzio Marvuglia, da cui deriva l'impronta neoclassica del prospetto attuale su Piazza Sett'angeli, l'edificio del convitto fu separato definitivamente dalla biblioteca sia nei locali che dal punto di vista amministrativo. Fu sede delle riunioni del Governo Rivoluzionario Provvisorio durante i moti del 1848. Nel 1860 l'istituto fu convertito nel Convitto Nazionale Vittorio Emanuele II, destinato all'"educazione ed istruzione della gioventù maschile di famiglie civili" e ordinato in modo conforme ai Convitti istituiti dal Governo nell'Italia continentale. Dopo l'Unità d'Italia parte dei locali del Convitto, annessi alla biblioteca, furono ceduti al Liceo Vittorio Emanuele II. Oggi l'istituzione, che è andata trasformandosi in linea con i cambiamenti della scuola pubblica, accoglie le nuove generazioni senza alcuna distinzione e annovera tra i suoi ex alunni il giudice simbolo della lotta alla mafia, di cui porta il nome.
- 1900, Busto, manufatto marmoreo raffigurante Dante Alighieri, opera di Mario Rutelli.
- 1908, Busto, manufatto marmoreo raffigurante Giosuè Carducci, opera di Antonio Ugo.

## Galleria d'immagini

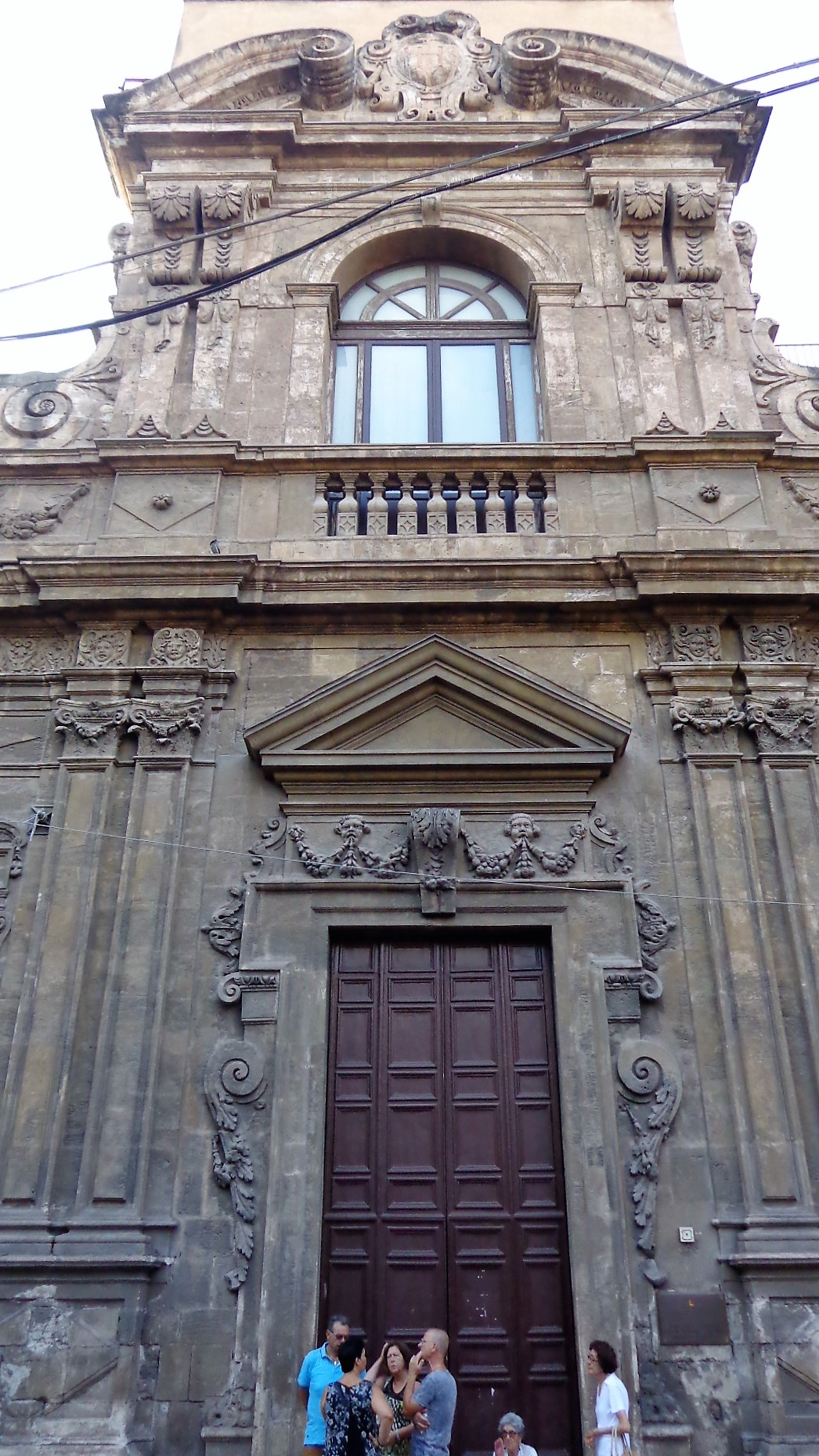